# Casseuil
Casseuil (gaskognisch: Cassulh) ist eine Gemeinde mit 369 Einwohnern (Stand: 1. Januar 2022) im französischen Département Gironde. Sie gehört zum Kanton Le Réolais et Les Bastides im Arrondissement Langon. Die Einwohner werden Casseuillais genannt.

## Geografie
Casseuil liegt etwa 45 Kilometer südöstlich von Bordeaux. Hier mündet der Fluss Dropt in die Garonne. Umgeben wird Casseuil von den Nachbargemeinden Sainte-Foy-la-Longue im Norden und Nordwesten, Morizès im Norden und Nordosten, Gironde-sur-Dropt im Osten, Barie im Süden sowie Caudrot im Westen.

## Bevölkerungsentwicklung
| Jahr                      | 1962 | 1968 | 1975 | 1982 | 1990 | 1999 | 2006 | 2013 |
| ------------------------- | ---- | ---- | ---- | ---- | ---- | ---- | ---- | ---- |
| Einwohner                 | 356  | 315  | 347  | 361  | 395  | 367  | 359  | 392  |
| Quelle: Cassini und INSEE |      |      |      |      |      |      |      |      |

## Sehenswürdigkeiten

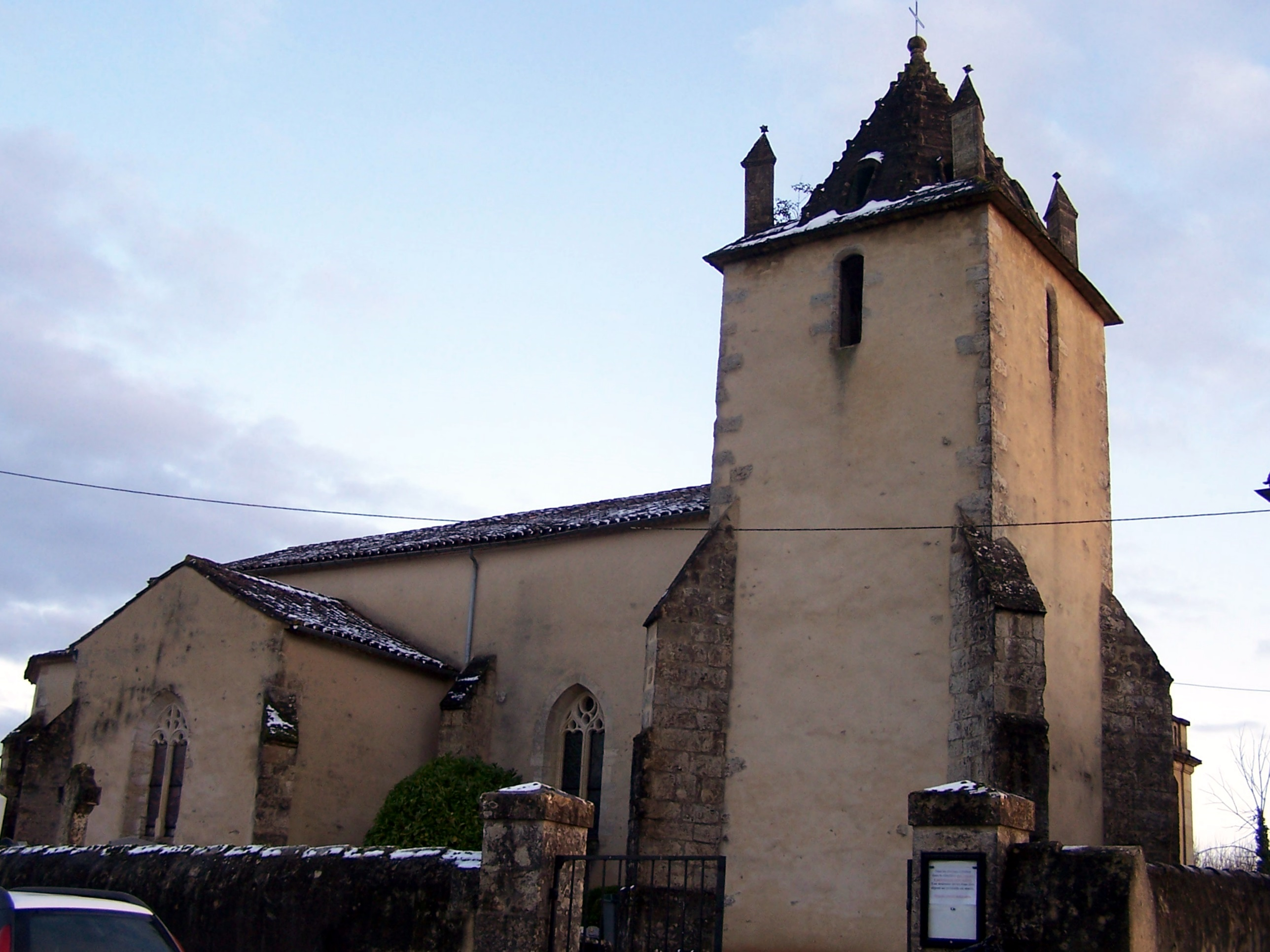
Kirche Saint-Pierre

- Kirche Saint-Pierre
- Kapelle Notre-Dame-du-Paradis